# Loeseneriella concinna
Loeseneriella concinna är en benvedsväxtart som beskrevs av Albert Charles Smith. Loeseneriella concinna ingår i släktet Loeseneriella och familjen Celastraceae. Inga underarter finns listade.